# Audio Injection
Audio Injection (deutsch Audio-Einschleusung) bezeichnet das Ausnutzen einer Sicherheitslücke bei digitalen Assistenten wie Amazon Echo, Google Home oder Apples SIRI, die durch mangelnde Authentifizierung von Benutzereingaben entsteht. Der Angreifer versucht dabei, im Aufnahmebereich des Assistenten das Aktivierungswort und Befehle wiederzugeben, um von ihm beabsichtigte, aber für den rechtmäßigen Benutzer im Allgemeinen unerwünschte Aktionen auszulösen.

## Vorgehen
Die meisten digitalen Assistenten erfordern ein Aktivierungswort, das die vollständige Audioauswertung und Befehlserkennung des Assistenzsystems aktiviert. Befehle, die im Anschluss des Aktivierungswortes in natürlich gesprochener Sprache erkannt werden, werden ausgeführt. Das Aktivierungswort unterscheidet sich bei verschiedenen Herstellern, ist jedoch in der Regel für alle Modelle des Herstellers gleich und lässt sich nicht individualisieren.
Beispiele für Aktivierungswörter:
- „OK Google“ – Google Home
- „Hey SIRI“ – Apple SIRI
- „Alexa“ – Amazon Echo
- „Hey Cortana“ – Microsoft Cortana

Gleichzeitig erfolgt bei digitalen Assistenzen keine Analyse der wahrgenommenen Stimme oder alternative Form der Benutzerauthentifizierung. Dies bedeutet, dass jeder Benutzer, der sich im Aufnahmebereich des digitalen Assistenten befindet, mit den vollen Berechtigungen Aktionen auslösen kann. Je nach Funktionsumfang des Assistenten reicht dies von einfachen Aktionen wie dem Wiedergeben von Musik und dem Schalten von Licht bis hin zu sicherheitskritischen und sensiblen Funktionen wie dem Entriegeln von Schlössern, dem Ausführen von kostenpflichtigen Transaktionen und Vorlesen privater Nachrichten.
Angreifer können die Schwachstelle ausnutzen, indem sie bemerkt oder unbemerkt den digitalen Assistenten aktivieren und gewünschte Aktionen ausführen lassen. Hierzu ist es nicht zwangsläufig notwendig, dass sich der Angreifer physikalisch im gewöhnlichen Aufnahmebereich des digitalen Assistenten befindet.

### Aktivierung von frei zugänglichen Assistenten
Ist ein digitaler Assistent offen zugänglich, so ist es für jeden Angreifer ohne weiteres möglich, Aktionen auszulösen.

### Aktivierung durch Erweiterung des Aufnahmebereichs
Für gewöhnlich nicht frei zugängliche digitale Assistenten können durch Erweiterung des üblichen Aufnahmebereichs aktiviert werden. Dies kann entweder durch Überwindung üblicher akustischer Barrieren (etwa durch ein geöffnetes Fenster oder Lüftungsöffnungen) geschehen, oder durch unüblich laute Wiedergabe des Befehls mittels Verstärker- und Lautsprechertechnik. Hierdurch ist es möglich auch aus Nachbarräumen oder angrenzenden Geschossen, Kontrolle über ein Assistenzsystem zu erzielen.

### Aktivierung über Lautsprech-/Fernsprecheinrichtungen
Grundsätzlich reagieren digitale Assistenten auf Sprachbefehle ohne eine Unterscheidung treffen zu können, ob Sprache unmittelbar gesprochen, oder durch eine Lautsprecheinrichtung wiedergegeben wird. Aus diesem Grund können Angriffe durch beinahe alle Geräte mit Audiowiedergabe über Lautsprecher aktiviert werden. Zum einen können dies Radio- und Fernsehgeräte, aber auch Telefon-Freisprecheinrichtungen, andere digitale Assistenten oder Systeme mit einer Text-zu-Sprache-Wiedergabe sein.
Insbesondere kritisch sind hierbei Geräte, die von externen Teilnehmern selbstständig aktiviert werden können oder über automatische Lautsprecherwiedergabe verfügen. So wäre z. B. für jeden Anrufer möglich, einen digitalen Assistenten gezielt über einen Anrufbeantworter mit automatischer Mithörfunktion zu aktivieren.

## Beispiele und bemerkenswerte Vorfälle
- Juni 2014: Ein im Fernsehen ausgestrahlter Werbespot von Microsoft aktivierte versehentlich die Xboxes von Zusehern über ein ausgestrahltes Sprachkommando.[1]
- Dezember 2016: YouTube-Nutzer Adam Jakowenko zeigt die Möglichkeit der gegenseitigen Aktivierung von virtuellen Assistenten über TTS-Processing.[2]
- Januar 2017: Der Moderator Jim Patton löste in einem Bericht für CW6 San Diego, über eine versehentliche Bestellung durch Amazons digitalen Assistent Alexa, durch die indirekte Rede „I love the little girl, saying 'Alexa ordered me a dollhouse,'“ landesweite Bestellungen für Puppenhäuser bei Zuschauern aus.[3]